# Marcel Hellmann
Marcel Hellmann, in Großbritannien Marcel Hellman (* 31. Mai 1898 in Bukarest, Rumänien; † 28. April 1986 in London-Westminster, Großbritannien) war ein rumänischstämmiger Filmproduzent, Produktionsleiter und Filmkaufmann beim deutschen und britischen Film. 

## Leben und Wirken
Hellmann hatte in Bukarest die Wirtschaftsakademie besucht und anschließend im kaufmännischen Beruf gearbeitet. Kurz nach der Gründung der Berliner Nero-Film von Heinrich und Seymour Nebenzahl begann Hellmann dort eine Tätigkeit als Geschäftsführer, arbeitete als Produktionsleiter aber auch für andere Filmgesellschaften wie die Greenbaum-Film und die D.L.S. 1931 gründete er die Matador-Film, deren Geschäftsführer, Produktionschef und Direktor Hellmann gleichfalls war. Seine bekannteste Produktion sollte Paul Czinners Der träumende Mund mit Elisabeth Bergner werden. 
1933 musste der Jude Hellmann aus Deutschland fliehen. In London ansässig, setzte er 1935 seine Produzententätigkeit fort. Zunächst produzierte Hellmann, der im Exil seinen Nachnamen in Hellman anglisierte, bei Criterion Prod. vier Filme mit Douglas Fairbanks junior. Anschließende Versuche, auch in Hollywood zu arbeiten, misslangen hingegen. Mit Beginn der 50er Jahre produzierte Hellman, seit dem 20. Juli 1948 britischer Staatsbürger, nur noch sporadisch und in unregelmäßigen Abständen. Seine wichtigsten Arbeiten wurden die farbenprächtigen Großproduktionen Brennendes Indien und Die amourösen Abenteuer der Moll Flanders. Von der britisch-französischen Gemeinschaftsproduktion Mayerling, seiner letzten Arbeit, stellte der mittlerweile 70-jährige Hellman nur die englische Fassung her.

## Filmografie
- 1928: Die Republik der Backfische
- 1928: Der geheime Kurier
- 1929: Vater und Sohn
- 1929: Das grüne Monokel
- 1929: Der Erzieher meiner Tochter
- 1930: Delikatessen
- 1930: Der König von Paris
- 1930: Der Sohn der weißen Berge
- 1930: Va banque
- 1931: Kopfüber ins Glück
- 1931: Gloria
- 1932: Der träumende Mund
- 1933: Der Läufer von Marathon
- 1933: Mädels von heute
- 1935: Der Amateur-Gentleman (The Amateur Gentleman)
- 1936: Crime Over London
- 1936: Im Banne der Eifersucht (Accused)
- 1936: Gangster, Frauen und Brillanten (Jump For Glory)
- 1941: Jeannie
- 1942: Talk About Jacqueline
- 1942: Secret Mission
- 1943: Spionagering M (They Met in the Dark)
- 1946: Das dämonische Ich (Wanted for Murder)
- 1946: Das letzte Duell (Meet Me at Dawn)
- 1947: This Was a Woman
- 1951: Glücklich und verliebt (Happy-Go-Lovely)
- 1953: Duell im Dschungel (Duel in the Jungle)
- 1956: Die Frau meiner Sehnsucht (Let’s be Happy)
- 1959: Brennendes Indien
- 1964: Die amourösen Abenteuer der Moll Flanders (The Amorous Adventures of Moll Flanders)
- 1968: Mayerling